# 캐리비안의 해적: 낯선 조류
《캐리비안의 해적: 낯선 조류》(영어: Pirates of the Caribbean: On Stranger tides)는 2011년 개봉한 영화로, 캐리비안의 해적 시리즈의 네 번째 영화이자 캐리비안의 해적: 세상의 끝에서의 후속편이다. 캐리비안의 해적 영화 시리즈에서 처음으로 고어 버빈스키가 감독을 맡지 않았고, 제리 브룩하이머는 이 영화부터 다시 프로듀서로 영화 제작에 참여했다. 1987년 팀 파워스의 소설 《낯선 조류》에서 일부 내용을 각색했다. 영화는 월트 디즈니 픽처스가 제작했고, 월트 디즈니 스튜디오스 모션 픽처스가 배급했다. 또한 영화는 디즈니 디지털 3-D와 IMAX 3D를 같이 사용해 개봉한 최초의 영화이다.

## 출연진
- 조니 뎁: 잭 스페로우 역
- 제프리 러시: 헥터 바르보사 역
- 페넬로페 크루스: 안젤리카 역
- 이언 맥셰인: 검은수염 역
- 케빈 맥널리: 조샤미 깁스 역
- 리처드 그리피스: 조지 2세 역
- 제마 워드: 타마라 역 (인어)
- 아스트리드 베르제프리스베: 시레나 역 (인어)